# Singularity (videojuego)
Singularity es un videojuego de terror de disparos en primera persona editado en 2010 para Microsoft Windows, Xbox 360 y PlayStation 3. Fue desarrollado por Raven Software utilizando el motor Unreal Engine 3 y fue publicado por Activision en la conferencia de prensa E3 del 2008.
Singularity transcurre en una isla ficticia llamada Katorga - 12. Uno de los mecanismos principales del juego es un dispositivo llamado Time Manipulation Device (TMD o DMT en español). El DMT se abastece con la sustancia química ficticia E-99 y puede manipular el tiempo. Puede hacer que un objeto envejezca o rejuvenecerlo en el tiempo, atraer objetos y sostenerlos indefinidamente o enviar un pulso de energía que puede confundir o matar enemigos. El DMT puede afectar solamente a los objetos que hayan estado en contacto con E-99 y seres vivos.
El DMT se puede utilizar en conjunto con estaciones de energía especiales diseminadas a lo largo de la isla que pueden amplificar su poder.
El jugador puede usar elementos de RPG: modificaciones para mejorar las habilidades y mejorar el equipo. El modernizador le permite mejorar el DMT con la ayuda de las tecnologías encontradas E-99. Si encuentra un dibujo o biofórmula, habrá una nueva mejora disponible en el actualizador. Las mejoras se dividen en tres categorías:
- Equipamiento DMT es un equipo comprado con celdas de actualización. Al comienzo del juego, solo una de esas celdas está disponible. Ejemplos de mejora del DMT: mejorar la precisión de los disparos desde todo tipo de armas, la posibilidad de obtener dos tecnologías en lugar de una, etc.
- Habilidades para DMT: mejora de las capacidades del DMT. Está representado por el fortalecimiento del impulso, así como la duración y el radio de la zona de congelación.
- Mejora del cuerpo: a cambio de la tecnología E-99, aquí se adquieren nuevas habilidades del héroe. Los efectos de las habilidades comienzan a actuar inmediatamente después de la adquisición. Por ejemplo: aumentar la reserva máxima de salud, reducir el daño recibido en combate cuerpo a cuerpo o de largo alcance.

Con la ayuda del DMT, puede retroceder en el tiempo a través de las grietas temporales. Tales fallas en el continuo espacio-tiempo surgen de grandes grupos de E-99. El efecto del DMT se puede mejorar significativamente en estaciones especiales. En tales casos, es posible restaurar grandes estructuras destruidas en su forma original, por ejemplo, puentes, trenes ferroviarios o incluso buques de carga. Sin embargo, la restauración de objetos muy grandes no funciona durante mucho tiempo, y literalmente colapsan ante nuestros ojos por la inestabilidad del tiempo.
Casi al final del juego, puede obtener el último amplificador DMT, después de lo cual el dispositivo ya no consume energía E-99 y el pulso causa más daño.
Además del amplificador en el juego puedes encontrar e almacén de armas, en los que a cambio de fichas especiales de tecnología E-99 (dispersas en lugares apartados o se pueden comprar en el mejorador para unidades E-99), puedes mejorar las características de las armas como el daño, la recarga y la ampliación del cargador.

## Argumento
El juego comienza con una extensa cinemática narrando los acontecimientos previos a la aventura. En ellas se nos muestra que después de la Segunda Guerra Mundial, la única potencia mundial con armas nucleares fueron los Estados Unidos. Para que la URSS siguiera siendo una superpotencia en la lucha por la dominación en el escenario mundial, Stalin preparó una expedición soviética para buscar depósitos de uranio pero descubrió los depósitos del E-99 en una pequeña isla desierta cerca de la península de Kamchatka. Bajo la dirección del científico Viktor Barisov, la isla fue fundada y bautizada Katorga-12. Barisov fue condecorado con la Orden de Lenin por sus investigaciones. Jrushchov, que sucedió a Stalin, ordenó acelerar las pruebas del E-99. Sin embargo, la sustancia era extremadamente inestable, y nadie sobrevivió al desastre en la isla. La URSS clasificó todas las referencias a Katorga-12 y cerró el proyecto, en el 2010, en los Estados Unidos la radiación daña los instrumentos de un satélite espía norteamericano al sobrevolar la isla deshabitada, Temiendo un desastre similar al de Chernobil, y al silencio de Moscú, los Estados Unidos envía al Capitán Nathaniel Renko (el protagonista), a su compañero Devlin y a toda una unidad para investigarlo. Al llegar a la isla un pulso electromagnético desconocido derriban los helicópteros de la unidad y se estrellan en Katorga-12. Renko se levanta y trata de pedir apoyo al ejército estadounidense para evacuación y busca supervivientes del choque, aquí entra a un complejo abandonado y es desorientado por otro pulso que lo lleva sin saberlo al mismo sitio al 26 de octubre de 1955, el cual hay un catastrófico incendio. En su primer viaje a esta fecha salva a un científico llamado Nikolai Demichev con una pierna rota de morir de las llamas, en el rescate escucha la voz de un hombre que le dice que no salve a Demichev antes de que le caigan escombros encima, el dúo escapa y Renko lo deja cerca al busto de Stalin.  
Otro pulso lo devuelve al presente (26 de octubre de 2010), Renko descubre que hay una estatua de tamaño natural de Demichev en lugar del busto de Stalin. Confundido busca en el complejo abandonando pero nota más cambios antes del viaje temporal primero esta lloviendo, en el cielo se ve una onda de energía dirigida hacia arriba. En las ruinas de un colegio encuentra a su compañero Devlin, este le sugiere ir a una estación de radio para solicitar evacuación, en el camino luchan con criaturas humanoides y otras monstruosidades, llegan al sitio e intentan contactar con los EE.UU pero solo escuchan que todos hablan en ruso, aquí son emboscados por unos soldados con uniformes soviéticos, en la huida Renko es noqueado y al despertar son prisioneros por los soldados de Demichev, este pregunta a Renko por el DMT con insistencia ya que dice conocerlo, Devlin exige ir a una embajada americana y explicaciones de lo que pasa, pero es disparado en la cabeza por Demichev, Renko al no saber que hacer piensa que va a morir pero es rescatado por Kathryn, miembro de un grupo de resistencia llamado Mir-12, donde le muestra en un portátil tipo maletín información acerca de la isla, además explican un diario que el grupo encontró en Katorga-12, Mir-12 cree que Renko puede poner fin al reinado de Demichev usando el dispositivo de manipulación del tiempo (DMT) desarrollado por Victor Barisov al cual fue asesinado por Demichev en el pasado, por lo que Kathryn le da la misión a Renko de buscar el laboratorio secreto para hallar el DMT y salvar a Barisov en el pasado usando una grieta temporal para viajar al 5 de noviembre de 1955, allí conoce al Dr.Barisov que después de luchar con más enemigos lo conduce a otra grieta que lo regresa al presente donde el científico lo espera en una torre donde es su guarida y conoce a Kathryn debido al cambio de la línea de tiempo.  
Sin embargo a lo largo de la trama Renko descubre que Demichev quería usar el E-99 y el DMT con fines de esclavitud mundial, pero el científico con el que se había aliado Renko, Barisov, había escondido el dispositivo DMT ya que él tenía conocimiento del mal uso que este le daría Demichev. También se descubre que la isla Katorga-12 estaba habitada por muchas personas, incluso hasta el límite en que estas personas tenían a su familia en la isla y tenían casa, lugares de recreación y hasta escuelas donde los niños podían estudiar, la idea era que Stalin había invertido grandes recursos para investigar el E-99 que solo se encontraba en esa isla, y la necesidad de tener un centenar de gente trabajando fue montar una ciudadela en ella para que los empleados tengan donde vivir y como mantener a sus familias.  
Por años el E-99 fue utilizado para experimentos científicos, los cuales daban resultados extraordinarios, pero al mismo tiempo este mineral era muy inestable y volátil por lo cual había que tener mucho cuidado con el manejo de este, pero Demichev lo uso para sus propios planes de conquista mundial y enveneno los alimentos de los habitantes con E-99 a modo de experimentos, donde los sobrevivientes mutaron en espantosas criaturas que atacan todo lo que se les cruce en su camino, también la radiación de otras investigaciones muto a los animales silvestres en bestias feroces.
En la actualidad, Renko y Barisov determinan que pueden regresar la historia a su curso original volviendo a 1955 y destruyendo la singularidad con una bomba hecha del E-99, el material que causó el catastrófico accidente en 1955. Renko y Kathryn logran encontrar una bomba de este tipo, pero Kathryn se pierde a medida que la recuperan. Usan la bomba para destruir la singularidad, y por lo tanto, el centro de investigación que Demichev solía llegar a ser tan poderoso.
De vuelta en el presente, Renko encuentra a Demichev sosteniendo a Barisov a punta de pistola. Demichev revela que reconstruyó la instalación después de que fue destruida, por lo que la historia se mantuvo sin cambios. Luego Renko le da un tiro a Demichev que lo deja herido en un hombro y en el suelo; allí Barisov se da cuenta de que fue el rescate de Demichev lo que cambió la historia, por lo que le pide a Renko que regrese al momento del incendio y que mate a su yo pasado, de esta manera Demichev morirá y nada del horrible futuro sucederá, pero Demichev a su vez señala que el plan de Barisov ha fracasado antes: el misterioso hombre que le dijo a Renko que no lo salvara en 1955 fue el propio Renko y trata de lavarle el cerebro diciéndole que debe matar al Dr. Barisov, así ellos podrán conquistar el mundo y él ofrece un lugar en su imperio a cambio del DMT. 
Al final los tres personajes, Renko, Barisov y Demichev, quedan en una discusión, donde el jugador decide el final del juego, los cuales son según lo que eligió:
Primer Final Bueno (Cuando matas a Demichev): Una vez que retrocedes al incendio y Renko que se ve a sí mismo salvando a Demichev, este le dispara. Inmediatamente después de su muerte, Renko reaparece nuevamente en el helicóptero con toda su unidad en el momento que investigaban la Isla Katorga-12, solo que en esta ocasión en vez de sobresalir del agua la Hoz, sobresale una gigantesca estatua del Dr. Barisov con el dispositivo DMT instalado en su mano, Renko se sorprende al ver esto y mira su propia mano sabiendo que todo había terminado, finalmente los militares abortan la misión por falsa alarma y retornan a sus hogares pero Renko nota que algo ha cambiado en los helicópteros, armas y en la forma en que lo llamo Deviln diciéndole "camarada".
Segundo Final Malo (Cuando Matas al Dr. Barisov): Todos los datos del Dr. Barisov son eliminados para que el mundo no sepa que existió, por otra parte Renko y Demichev trabajan juntos para conquistar al mundo pero se separan y libran batallas de conquista mundial, siempre Renko al frente de todo con el DMT, incluso entrena criaturas mutantes para atacar con ellas en la primera oleada. Gracias al DMT, Renko es imparable y hay quienes dicen que es más poderoso que Demichev, quien crea su propio desarrollo de armas secretamente en los antiguos Estados Unidos y se dice que creó su propio DMT, con esto el mundo regresa a una guerra fría entre dos superpotencias.
Tercer Final Muy malo (Cuando matas a ambos): Con la muerte de estos dos personajes Renko se convierte en una leyenda, y el conocimiento del E-99 desaparece por completo, y no se sabe nada del paradero del DMT, pasan varias semanas antes del hallazgo de los cadáveres de Barisov y Demichev pero sus muertes son un caso sin resolver, sin embargo la muerte de Demichev es el primer paso para la pérdida del control mundial por parte de Rusia, la URSS se disuelve en fracciones rivales en busca de poder, las guerras que estallan por todo el mundo causan millones de muertes, la nueva libertad permite a MIR-12 crecer en fuerza e influencia no solo luchando contras los ejércitos rusos sino también que están a la caza del asesino de Dr. Barisov sin éxito alguno, cuando el DMT está lejos de la isla Katorga-12, la Singularidad se vuelve inestable y una enorme explosión destruye la costa este de Rusia, alcanzando el estado de Alaska, esto ocasiona que muchas criaturas mutantes lleguen a China. Hay rumores sobre un ejército secreto que ha conquistado parte de los antiguos Estados Unidos dirigidos por un personaje misterioso (Renko), se dice que no tiene piedad con quien se cruza en su camino y que sus planes son conquistar el mundo, hay quienes dicen que tiene un poder increíble, como si controlase la mano de Dios
Sin importar al final que se elija aparece una escena poscréditos muestra a una Kathryn herida, arrastrada en 1955 por una distorsión de tiempo, escribiendo el diario Mir-12 que más tarde se utilizará para rastrear a Renko.

## DMT
El Dispositivo de Manipulación del Tiempo (DMT) es un dispositivo experimental construido en la década de 1950 por el Dr. Viktor Barisov. Como su nombre lo indica, el dispositivo alimentado por E-99 puede manipular el estado de tiempo de un objeto, envejeciéndolo en mal estado y polvo o revirtiéndolo en condiciones prístinas. Es considerado por muchos como la clave del poder final, y es útil tanto como una herramienta para sortear obstáculos como un arma poderosa.
Existen dos versiones del DMT. El primero es un prototipo muy pesado, impulsado por una mochila que es engorroso de usar. La segunda es una solución más elegante, que representa un dispositivo similar a un guantelete; se injerta mecánicamente en la mano de un usuario y se opera a través de gestos con las manos después.
Se puede actualizar en las estaciones de amplificación que están en toda la isla cuando el Dr. Barisov las instaló para servir a propósitos mucho mayores y mejorar la jugabilidad general para el jugador.
Las habilidades son las siguientes: 
Decadencia
- Acelera el proceso de envejecimiento de objetos y enemigos vivos.
- Cuando se usa en Zeks, los obliga a cambiar entre el tiempo, ralentizando su movimiento, facilitando atacarlos.
- Las garrapatas de fase envejecidas hacen que se hinchen con E-99 y comiencen a atacar a otras garrapatas de fase no afectadas.
- A los Reverts se pudren emanando un brillo naranja en su cuerpo y explotan como las garrapatas de fase pero si reciben disparos solo mueren.

Renovar
- Renueva el estado de los objetos a su estado original, solo se puede hacer con objetos que estén empapados con E99.

Impulso
- Deja escapar una ráfaga de energía de corto alcance del dispositivo, derribando enemigos y objetos.
- Se actualiza cerca del final del juego a "Uber-Impulso".
- Se puede actualizar en las estaciones de amplificación para aumentar el alcance y el daño.

Cronoluz
- Permite al usuario tirar de objetos que están fuera de fase de vuelta a nuestra dimensión.
- Estos objetos están cubiertos de una nube azul antes del tirón de la cronoluminación y si se tira de un segundo objeto desaparece el anterior.

Manipulación gravitacional
La primera actualización de TMD disponible.
- Permite al usuario levantar la mayoría de los objetos. El botón de disparo principal dispara el objeto sostenido por el dispositivo.
- Los proyectiles como granadas o misiles disparados desde los soldados pueden ser sostenidos y arrojados hacia ellos o lejos.
- Si bien, ningún material orgánico (es decir, enemigos) puede ser levantado por la capacidad de gravedad del DMT, las garrapatas de fase son una excepción. Sin embargo, puntearlos no causa ningún daño.

Punto muerto
La segunda actualización encontrada durante el juego.
- Crea una esfera azul que ralentiza los objetos y enemigos dentro de su rango.
- Actualizable en una estación de aumento para aumentar el tamaño y la duración.
- Echo Zeks no se ve afectado por el punto muerto.

Revertir
La tercera actualización encontrada durante el juego.
- Una mejora de la habilidad renovar que convierte a los soldados en mutantes Reverts, útil para que luchen por ti al distraer a soldados.

Crono búsqueda
Iluminará un camino por el TMD para que pueda ver pisadas cronológicas cercanos (ecos de lo que hará el jugador o lo que ha hecho en una línea de tiempo alternativa). Esto efectivamente ofrece pistas a los jugadores en caso de que estén atascados.
- Crea pasos brillantes que muestran al jugador a dónde ir.

## Jugabilidad
Singularity es un shooter en primera persona con elementos de terror. Un dispositivo de juego principal es un artefacto conocido como el dispositivo de manipulación de tiempo (DMT). El DMT es alimentado por un núcleo E-99, y puede manipular el tiempo. El DMT puede mover un objeto hacia atrás o hacia adelante en el tiempo, atraer algo y mantenerlo indefinidamente, o enviar un pulso de energía que puede aturdir o matar a los enemigos. El DMT sólo puede afectar a seres vivos u objetos que no hayan estado en contacto con E-99. Algunos seres vivos, como las tropas Spetsnaz que están cubiertas de armaduras pesadas diseñadas para repeler al E-99, también son inmunes.
El DMT se puede utilizar junto con centrales eléctricas especiales dispersas por toda la isla que amplifican en gran medida su potencia, lo que le permite afectar a objetos mucho más grandes de lo que normalmente puede controlar, como puentes colapsados o naufragios.

### Multijugador
Hay dos modos multijugador. Ambos modos tienen a los jugadores luchando como soldados o criaturas, con cada lado teniendo sus propias clases y habilidades. Un modo, simplemente llamado "Criaturas vs Soldados", es un simple juego de estilo deathmatch en equipo, mientras que el otro modo, llamado "Exterminación", tiene a los soldados tratando de tomar el control de varias balizas en el mapa, con las criaturas encargadas de defender dichas balizas para evitar la erradicación. Una vez que el tiempo se agota, o los soldados capturan todas las balizas, los jugadores cambian de rol.

## Desarrollo
El concepto de Singularity se basó en los recuerdos de Brian y Steve Raffel de la época de la Guerra Fría y la exploración de viejos edificios abandonados, incluyendo una base militar de la Segunda Guerra Mundial en las cercanías de Madison, Wisconsin. Algunos aspectos del juego, especialmente las secciones de la década de 1950, se inspiraron en películas de ciencia ficción pulp. 
Según Keith Fuller de Raven Software el juego tuvo un desarrollo problemático y fue casi cancelado por la editorial Activision. El número de equipos de desarrollo en Raven se redujo a uno después de más despidos en octubre de 2010, después de retrasos con Singularity; hasta 40 empleados fueron liberados. Después de los despidos, Raven se ha centrado en ayudar con la serie Call of Duty desde entonces. 

## Recepción
Singularity recibió "críticas generalmente favorables" en todas las plataformas según el sitio web de agregación de reseñas Metacritic. Activision se sintió decepcionado con las ventas de Singularity, que salieron por debajo de las 400.000 copias en todo el mundo. Por lo tanto provocó que el juego se abandonara y olvidara en el mundo excepto por varias personas fanáticas del shooter en primera persona con viajes temporales.
Destructoid elogió la versión de Xbox 360, afirmando que: "Singularity es un juego que se las arregla para sentirse como algo propio a pesar de haber sido elaborado a partir de juegos fps anteriores y si quieres un gran shooter de verano lleno de juguetes violentos y superpoderes tontos, entonces no obtendrás mucho mejor que esto. Muy posiblemente el mejor FPS nuevo del año hasta ahora". IGN no fue tan entusiasta y dijo que si bien "el gunplay es sólido y hay algunas piezas memorables", el juego está "en última instancia limitado por una falta de imaginación donde una idea de manipulación del tiempo ordenada está esposada a un shooter en primera persona por números". Algunos críticos criticaron el juego por similitudes con otros juegos, como BioShock. En Japón, donde las versiones de PlayStation 3 y Xbox 360 fueron portados y publicadas por Square Enix el 22 de septiembre de 2010, Famitsu dio a ambas versiones de consola cada una puntuación de 29 de 40,mientras que Famitsu Xbox 360 le dio a su versión de Xbox 360 una puntuación de un ocho, uno siete y dos ochos para un total de 31 de 40. 
El A.V. Club le dio a la versión de Xbox 360 una B + y dijo que "para un juego lanzado a poca fanfarria, uno que es innovador solo en un sentido aditivo, Singularity vale la pena jugar por su ingeniosa incorporación de las mejores ideas de la última década de shooters en primera persona, y por proporcionar una atmósfera convenientemente escalofriante en la que disfrutarias". The Escapist de manera similar le dio cuatro estrellas de cinco y lo llamó "un esfuerzo sólido y entretenido que probablemente disfrutarás más de lo que crees que lo harás". The Daily Telegraph le dio siete de cada diez y dijo del juego: "Con su combate variado, historia ridícula y armas extravagantes, es un título divertido y atractivo y es una verdadera pena que Activision no le haya dado la atención que merece. Si estás dispuesto a pasar por alto sus deficiencias y disfrutar de correr y correr de la vieja escuela, Singularity es un jugueteo inmensamente satisfactorio". Metro UK de manera similar le dio siete de cada diez y dijo que estaba "un poco poco cocinado, pero esto sigue siendo un intento agradable de crear un shooter más cerebral en la línea de BioShock y Half-Life 2". Edge le dio al juego una puntuación de seis sobre diez y dijo: "A pesar de todos los esfuerzos de Raven con trucos temporales, este es un juego que está atrapado en el pasado de FPS, pero, perversamente, en su gun-metal y gore, en sus aspectos más arcaicos, Raven demuestra que puede resistir la prueba del tiempo". El 24 de abril de 2015, el sitio web popular Screwattack enumeró a Singularity como su número 1 en su lista de las diez principales gemas ocultas de la última generación de consolas.